# ВЕС Стамасен
ВЕС Стамасен — наземна вітрова електростанці у Швеції. Знаходиться у центральній частині країни на межі ленів Вестерноррланд та Ємтланд.
Майданчик для станції площею 1450 гектарів обрали у комунах Соллефтео та Стремсунд, на північний захід від ВЕС Öganfägnaden, разом з якою вона входить до проекту компанії Statkraft із спорудження семи вітрових станцій у складі 360 турбін. На ВЕС Стамасен, введеній в експлуатацію у 2013 році, встановлені турбіни німецької компанії Siemens типу SWT-2.3-113 із одиничною потужністю 2,3 МВт. Діаметр ротору турбіни складає 113 метрів, висота башти — 115 метрів.
За проектом виробництво електроенергії на ВЕС Стамасен має становити до 200 млн кВт-год. на рік.
В майбутньому згідно з виданою ліцензією станцію може бути розширено до 50 турбін, проте для цього потрібно спочатку виконати роботи з посилення ліній електропередачі.